# Episodi di Good Omens (seconda stagione)
La seconda stagione della serie televisiva Good Omens è stata pubblicata su Amazon Prime Video il 28 luglio 2023.
| n. | Titolo originale       | Titolo italiano     | Prima TV UK    | Prima TV Italia |
| -- | ---------------------- | ------------------- | -------------- | --------------- |
| 1  | The Arrival            | L'arrivo            | 28 luglio 2023 | 28 luglio 2023  |
| 2  | The Clue               | L'indizio           | 28 luglio 2023 | 28 luglio 2023  |
| 3  | I Know Where I'm Going | So dove sto andando | 28 luglio 2023 | 28 luglio 2023  |
| 4  | The Hitchhiker         | L'autostoppista     | 28 luglio 2023 | 28 luglio 2023  |
| 5  | The Ball               | Il ballo            | 28 luglio 2023 | 28 luglio 2023  |
| 6  | Everyday               | Scelte              | 28 luglio 2023 | 28 luglio 2023  |

## L'arrivo
- Titolo originale: The Arrival
- Scritto da: Neil Gaiman e John Finnemore
- Diretto da: Douglas Mackinnon

### Trama
Prima della Creazione, Azraphel incontra l'angelo che successivamente verrà chiamato Crowley intento a contribuire alla costruzione del cosmo. Crowley resta molto deluso nell'apprendere da Azraphel che l'universo ha un ruolo superfluo dei grandi piani dell'Onnipotente, esprimendo la volontà di suggerire al Signore di ripensarci. Azraphel teme che il dissenso dell'angelo possa metterlo nei guai con Dio, ma Crowley lo rassicura, ritenendolo improbabile.
Nel presente, è passato qualche anno dalla mancata fine del mondo; Azraphel continua a gestire la sua libreria, mentre Crowley vive nella sua Bentley in quanto è stato sfrattato dal suo appartamento, che ora è occupato dalla demone Shax, che lo sostituisce come rappresentante dell'Inferno sulla Terra e con la quale si incontra regolarmente. Un giorno, si presenta alla libreria di Azraphel l'Arcangelo Gabriele, il quale è totalmente svestito e ha perso la memoria, portando con sé solo un pacco vuoto contenente una mosca. Gabriele dice ad Azraphel di essere in pericolo e di aver avuto la sensazione di dover andare da lui. L'angelo ne parla con Crowley, che cerca di convincerlo a sbarazzarsi di Gabriele in quanto è ancora arrabbiato con lui per il suo tentativo di uccidere Azraphel  e teme le conseguenze che comporteranno la sua presenza, ma Azraphel decide di occuparsi dell'Arcangelo. Crowley, furioso, causa inavvertitamente un blackout perdendo il controllo dei suoi poteri; la mancata corrente blocca per ore in una caffetteria la sua proprietaria, Nina, e Maggie, gestrice di un fallimentare negozio di dischi. Maggie è infatuata di Nina, la quale ha già una relazione infelice. Belzebù convoca Crowley all'Inferno e gli offre la possibilità di essere perdonato per il suo tradimento e di ottenere una carica importante se contribuirà a trovare Gabriele, informandolo che il Paradiso punirà chiunque sia responsabile della sua scomparsa cancellandolo dal "Libro della Vita", ovvero facendo sì che non sia mai esistito. Preoccupato, Crowley torna da Azraphel accettando di aiutarlo a nascondere Gabriele alle loro ex fazioni; per farlo, compiono insieme due piccoli "mezzi miracoli", ma sprigionano senza saperlo un'enorme potenza che viene captata dal Paradiso.

## L'indizio
- Titolo originale: The Clue
- Scritto da: Neil Gaiman e John Finnemore
- Diretto da: Douglas Mackinnon

### Trama
Nel 2500 a. C., Azraphel apprende con sgomento che Dio ha deciso di testare Giobbe, il suo discepolo più buono e fedele, privandolo di tutto ciò che ha, inclusi i suoi tre figli, per poi ricompensarlo successivamente con il doppio dei suoi beni, ma senza riportare in vita i bambini uccisi. Il Paradiso non sembra preoccuparsene, quindi Azraphel cerca di proteggere i ragazzini. Crowley li rintraccia, apparentemente per seguire l'ordine di assassinarli, ma Azraphel scopre che Crowley non ha davvero ucciso le capre di Giobbe e non intende neppure eliminare i suoi figli; i due, quindi, collaborano per inscenare la morte dei bambini. Quella notte, Azraphel assaggia per la prima volta cibo umano. Il giorno seguente, Azraphel e Crowley assistono al discorso fatto da Dio a Giobbe, dopodiché Giobbe e sua moglie vengono informati dal Paradiso che avranno dei nuovi figli. Con uno stratagemma, Crowley restituisce alla coppia i loro bambini facendo credere agli angeli che siano quelli nuovi promessi da Dio e Azraphel lo appoggia. L'angelo resta profondamente turbato da quello che ha fatto e teme che l'essere andato contro il volere di Dio lo condannerà a diventare un demone. Crowley lo rincuora dicendogli che entrambi sono quello che sono, pur prendendo le distanze dalle rispettive fazioni quando serve; concorda sul fatto che si tratta di una situazione che li pone in una posizione di profonda solitudine.
Nel presente, Shax minaccia Crowley nel caso sappia qualcosa riguardo a Gabriele. Azraphel si accorge che Gabriele canticchia una canzone; ne parla con Maggie, la quale gli spiega che si tratta di Everyday e che c'è un pub a Edimburgo il cui jukebox tramuta ogni disco al suo interno in tale brano. Azraphel riceve una visita degli Arcangeli Michele, Uriele e Saraquael, i quali lo interrogano riguardo al miracolo captato il giorno precedente, ma non riconoscono Gabriele in quanto è protetto dal miracolo di Azraphel e Crowley. Per sviare i sospetti del Paradiso, Azraphel dice loro che il miracolo compiuto è servito a far innamorare Maggie e Nina; dato che il Paradiso intende controllare, Azraphel e Crowley discutono su come poter far innamorare le due donne per davvero. Gabriele menziona una frase pronunciata a Giobbe in passato, ma la sua testa non riesce a raggiungere i suoi ricordi precedenti. Azraphale decide di andare a Edimburgo per investigare sul jukebox del pub, convincendo Crowley a prestargli la Bentley per il viaggio.

## So dove sto andando
- Titolo originale: I Know Where I'm Going
- Scritto da:Neil Gaiman e John Finnemore
- Diretto da: Douglas Mackinnon

### Trama
Nel 1827, Azraphale e Crowley vanno in un cimitero a Edimburgo per visitare una statua molto fedele di Gabriele e si imbattono in Elspeth, una giovane che trafuga cadaveri per rivenderli al signor Dalrymple, così da mantenere sé stessa e la sua amica Morag. Azraphale è contrario alla cosa, ma cambia idea quando scopre che il dottor Dalrymple, con i corpi trafugati, compie studi medici che potrebbero salvare molte vite. Elspeth e Morag tornano con Azraphale e Crowley al cimitero per prelevare un corpo, ma incappano in una trappola che uccide Morag. Elspeth rivende il cadavere dell'amica a Dalrymple e gli ruba del laudano con l'intento di suicidarsi. Crowley usa i suoi poteri per dissuadere la donna dal compiere l'estremo gesto e convincerla a rifarsi una vita migliore, bevendo il laudano per andare su di giri e fingere di essere fuori di sé. Ciò nonostante, l'Inferno lo richiama con la forza per punirlo della sua buona azione.
Muriele viene mandato dal Paradiso per tenere sotto controllo Azraphale e il suo presunto miracolo per far innamorare Maggie e Nina, sebbene Azraphale e Crowley riescano a ingannarlo per la sua ingenuità. Azraphale parte per Edimburgo mentre Crowley rimane a sorvegliare Gabriele in libreria. Al pub "Il Resurrezionista", Azraphel scopre che Gabriele è stato lì con un'altra persona circa un anno prima. Crowley scatena un temporale per cercare di far avvicinare Nina e Maggie, senza successo. Shax intuisce che Gabriele si trova nella libreria di Azraphale, sebbene non possa entrare per verificarlo senza invito, e dice a Crowley che l'Inferno scatenerà una guerra contro Azraphale per arrivare a Gabriele.

## L'autostoppista
- Titolo originale: The Hitchhiker
- Scritto da: Neil Gaiman e John Finnemore
- Diretto da: Douglas Mackinnon

### Trama
1941: Azraphel e Crowley sopravvivono all'attacco di tre nazisti, che vengono uccisi da un bombardamento. All'Inferno, i tedeschi raccontano le circostanze della loro morte al demone Furfur, il quale sospetta una collaborazione tra Azraphel e Crowley; pertanto, invia i tre nazisti a raccogliere prove riportandoli in vita come zombie affamati di carne umana, altrimenti verranno condannati alla tortura eterna. Intanto, Azraphel si offre di esibirsi come mago in uno spettacolo del West End per aiutare Crowley a saldare un debito. Decide di provare un trucco molto pericoloso chiamato "presa del proiettile", che consiste nell'afferrare un proiettile con i denti facendosi sparare in faccia, con l'assistenza di Crowley, incaricato di sparare. Durante lo spettacolo i nazisti chiamano Furfur, il quale blocca i miracoli dei due e immortala la scena. Nonostante i timori, il trucco riesce con successo. I tre nazisti ottengono il permesso di rimanere sulla Terra, ma come zombie, e Azraphel usa un trucco magico per rubare la fotografia di lui e Crowley a Furfur, eliminando le prove della loro amicizia.
Shax si camuffa da autostoppista per farsi dare un passaggio da Azraphel e, insinuando che Gabriele sia con Crowley, intuisce che l'Arcangelo si trova nella sua libreria. Shax chiede a Belzebù una legione di demoni per prendere d'assalto la libreria e catturare Gabriele, così da consegnarlo a Satana come tributo, e Belzebù acconsente. Azraphel e Crowley mandano avanti il loro progetto di far innamorare Nina e Maggie, preparando un incontro di quartiere nella libreria. 

## Il ballo
- Titolo originale: The Ball
- Scritto da: Neil Gaiman e John Finnemore
- Diretto da: Douglas Mackinnon

### Trama
Azraphel e Crowley organizzano l'incontro dei commercianti di quartiere; Nina insinua che tra i due possa esserci una relazione, sebbene Crowley neghi. Crowley affronta Gabriele, rinfacciandogli con rabbia come abbia cercato di uccidere Azraphel, e viene a sapere che la sua memoria si trovava in una scatola di fiammiferi del "Resurrezionista", che è stata rinvenuta vuota in Paradiso. L'incontro in libreria si trasforma in un ballo con atmosfere simili ai romanzi di Jane Austen, influenzando anche i suoi partecipanti e portando Nina e Maggie ad avvicinarsi, ma Shax arriva con un gruppo di demoni che circondano l'edificio e minaccia di uccidere tutti gli umani al suo interno se Gabriele non verrà consegnato loro. Gabriele cerca di arrendersi, ma non viene riconosciuto dai demoni. Crowley inventa uno stratagemma per portare gli umani al sicuro, sebbene Maggie rimane per aiutare Azraphel e Nina resta con lei. Mentre i tre si preparano a respingere l'attacco, Crowley individua Muriele e lo convince ad "arrestarlo" per farsi portare in Paradiso.

## Scelte
- Titolo originale: Everyday
- Scritto da: Neil Gaiman e John Finnemore
- Diretto da: Douglas Mackinnon

### Trama
Maggie invita accidentalmente i demoni dentro la libreria dopo che Shax l'ha provocata e Azraphel attiva il cerchio mistico sul pavimento, respingendo l'attacco con l'aiuto di Nina e Maggie. Muriele consegna a Crowley il fascicolo riservato di Gabriele e Crowley riesce ad aprirlo, facendo intendere, in passato, di essere stato un angelo di alto rango. Si scopre che gli Arcangeli del Paradiso avevano discusso sul scatenare un altro Armageddon dopo il fallimento del primo, ma Gabriele si era opposto. Per questo era stato processato e aveva perso la sua carica di Arcangelo; dato che già in passato un Principe angelico era stato condannato, invece di essere spedito all'Inferno Gabriele era stato condannato a essere relegato alla classe di angeli più in basso e a essere privato della sua memoria; con una scusa, Gabriele si era allontanato durante il processo con una scatola di cartone, si era spogliato ed era sceso sulla Terra prima che gli venissero cancellati i ricordi. In libreria, messo alle strette, Azraphel per sconfiggere i demoni usa la sua aureola, un'arma usata per combattere i demoni che viene considerata una dichiarazione di guerra tra Paradiso e Inferno. Angeli e demoni si radunano nella libreria e apprendono da una scritta sotto la scatola di Gabriele che ha nascosto la sua identità in una mosca. Si scopre che Gabriele e Belzebù, dopo il mancato Armageddon, si erano ritrovati per discutere di una nuova apocalisse, decidendo di evitarla per mantenere l'equilibrio tra Paradiso e Inferno. Durante i loro incontri avevano finito per intrecciare una relazione amorosa; Everyday era una canzone apprezzata da Belzebù e Gabriele, durante un incontro al "Resurrezionista", aveva miracolato il jukebox affinché la trasmettesse in continuazione. Nella stessa circostanza, Belzebù aveva donato a Gabriele una mosca capace di contenere qualsiasi cosa e l'aveva messa in una scatola di fiammiferi del locale. Gabriele e Belzebù dichiarano quindi il loro amore davanti a Paradiso e Inferno, venendo bollati come traditori, ma i due decidono di andarsene per vivere la loro relazione lontano dalle rispettive fazioni. Il Metatron si presenta per parlare con Azraphel, mentre Nina e Maggie rimproverano Crowley per come lui e l'angelo hanno cercato di manipolarle per mettersi assieme, incitandolo a esprimere i suoi sentimenti per Azraphel. Azraphel rivela all'amico che il Metatron gli ha offerto la carica di Gabriele, ruolo che gli conferirebbe l'autorità di restituire a Crowley il suo status angelico, e lui ha accettato in quanto spera di poter cambiare le cose in meglio con l'aiuto di Crowley. Quest'ultimo rifiuta fermamente e lo supplica di non accettare, chiedendogli di prendere esempio da Gabriele e Belzebù per allontanarsi dall'influenza tossica di Paradiso e Inferno, e lo bacia per dimostrargli quello che prova per lui, ma Azraphel decide comunque, a malincuore, di andare in Paradiso. Il Metatron affida a Muriele l'incarico di gestire la libreria di Azraphel e dice all'angelo che dovranno prepararsi per il "Secondo Avvento". Crowley rimane a guardare l'amato salire in Paradiso e poi si allontana tristemente in auto.